# Minta (Cameroun)
Pour les articles homonymes, voir Minta.
Minta est une commune du Cameroun située dans la région du Centre et le département de la Haute-Sanaga.

## Population
Lors du recensement de 2005, la commune comptait 11 406 habitants, dont 2 151 pour la ville de Minta.

## Organisation

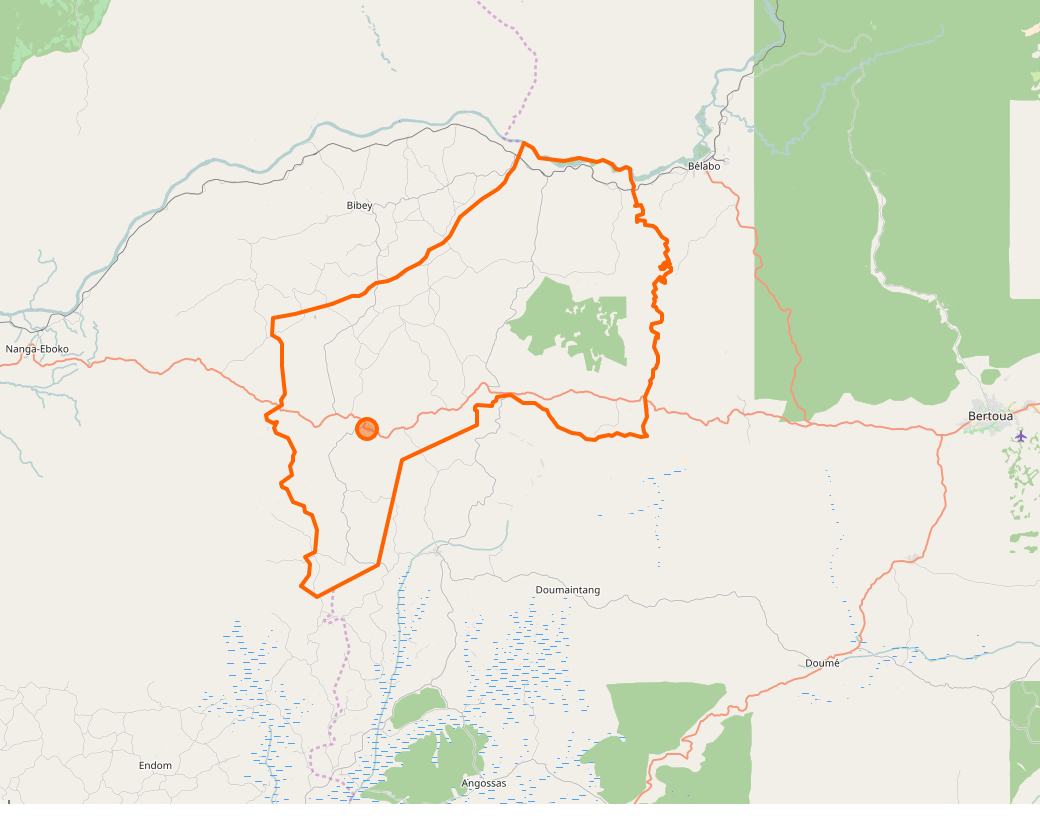

Outre Minta, la commune comprend les villages suivants :
- Afanoveng
- Bikol
- Efoulan
- Elot
- Enong Bibak
- Etol
- Kagban
- Loum
- Mbargué
- Mbet
- Mbinang
- Meba
- Mebang
- Medalmbom
- Mekone I
- Mekone II
- Mekone III
- Mengue II
- Mewone
- Meyak
- Mgbaka
- Ndjoumbe
- Ngamba
- Ngo'o
- Ngok-Etélé
- Ngombé
- Nguen
- Nio
- Nlang
- Sandja
- Tikaré
- Vela
- Wall

## Personnalités connues
- Richard Bona, musicien de renommée internationale, né à Minta en 1967
- Ferdinand Ngoh Ngoh